# Sparkasse Haugsdorf
Die Sparkasse Haugsdorf ist ein niederösterreichisches Bankunternehmen mit Sitz in Haugsdorf und Teil der Sparkassengruppe in Österreich. Sie entstand 1874 als Vereinssparkasse. Die Sparkasse ist Mitglied des Kooperations- und Haftungsverbundes der österreichischen Sparkassen und des Österreichischen Sparkassenverbands.

## Gründungsgeschichte
Der ersten Anregung zur Gründung einer Gemeindesparkasse 1872 folgte ein Jahr darauf die Einsetzung eines Komitees zur Gründung einer Vereinssparkasse. 1874 konnte das Gründungskapital von 2.100 Gulden durch 25 Gründungsmitglieder aufgebracht werden. Mitte März genehmigte das Innenministerium die Errichtung einer Vereinssparkasse, die Statuten wurden Ende Mai sanktioniert. Am letzten Septembertag 1874 konnte eröffnet werden.

## Bauliche Entwicklung der Hauptanstalt
Im Jahr 1885 wurde mit der Planung eines Gebäudes begonnen, in dem das k. k. Bezirksgericht, das k. k. Steueramt und die Sparkasse untergebracht werden sollten. Im Dezember 1886 konnte der „Prachtbau, welcher jeder Großstadt zur Zierde gereichen kann“ (Zitat aus Geschichte der Marktgemeinde Haugsdorf, Bd. I), bezogen werden. 1960 erfolgte ein großzügiger Umbau. Dabei konnte die Fläche des Kassensaales verdoppelt werden. 1978 sorgte ein Zubau für weitere notwendige Räumlichkeiten. 2001 wurde eine Selbstbedienungszone errichtet. Im Jahr 2004 erfolgte eine Renovierung der Geschäftsräume der Sparkasse Haugsdorf.

## Geschäftstätigkeit
Die Sparkasse Haugsdorf ist seit 1874 als eine regional selbständige Sparkasse im Pulkautal an der Staatsgrenze zu Tschechien tätig. Ihr Kerngebiet umfasst den ehemaligen Gerichtsbezirk Haugsdorf. Im Zuge der Grenzöffnung hat die Sparkasse ihre Geschäftstätigkeit auf die angrenzenden Gebiete der Tschechischen Republik ausgeweitet. Fusionen sind nicht angedacht.

## Wichtige Ereignisse
Im Jahre 1978 wurde in der Marktgemeinde Hadres die erste Filiale der Sparkasse Haugsdorf eröffnet, im Jahr 1988 erfolgte die Inbetriebnahme der Zweigstelle in der Marktgemeinde Seefeld-Kadolz. In den 90er-Jahren hat sich der Kundenkreis auch auf tschechische Kunden ausgeweitet. Im Jahr 2001 wurde die Zweigstelle Hadres grundlegend umgebaut und mit einer Selbstbedienungszone ausgestattet. Am 1. September 2010 wurde in der Marktgemeinde Mailberg eine weitere Filiale eröffnet.